# Disco 3
 (novembre 2017).
Si vous disposez d'ouvrages ou d'articles de référence ou si vous connaissez des sites web de qualité traitant du thème abordé ici, merci de compléter l'article en donnant les références utiles à sa vérifiabilité et en les liant à la section « Notes et références ».
Albums de Pet Shop Boys
Release
(2002) PopArt - The Hits
(2003)
Série Disco
Disco 2
(1994) Disco 4
(2007)
Disco 3 est une compilation, et le 3e album de la série Disco, du duo de musiciens electro pop britanniques formé de Neil Tennant et Chris Lowe, des Pet Shop Boys, sortie en février 2003.

## Présentation
Disco 3 est disponible sous la forme d'un CD 10 titres, composé de cinq remixes et de face B de leur précédent album Release. Il comprend également trois de nouveaux titres, une reprise de Try it (I'm in Love with a Married Man) de Bobby Orlando, ainsi qu'une version réenregistrée de Positive role model, extrait de leur comédie musicale de 2001, Closer to Heaven.
Une édition limitée à 1 000 exemplaires, composée de trois vinyle LP et de 12 titres, paraît dans le même temps.
Somebody else's business et Positive role model étaient, initialement, destinés à la compilation de hits prévue, et annulée, en 2000.
Positive role model, qui contient un sample de You're the First, the Last, My Everything, de Barry White, est également apparu sur le single London, en 2002, en tant que face B.
Les morceaux If looks could kill et Try it... sont dévoilés lors d'une Peel Sessions, émission radiophonique de John Peel sur BBC Radio 1, en 2002, avec A Powerful Friend, une chanson restée inédite jusqu'à ce qu'elle soit téléchargeable dans la section Exclusives Tracks du site officiel du groupe[réf. nécessaire]. Il est également publié en tant que face B du single Love Life, paru en 2010.

## Liste des titres
| 1.    | Time on my hands                        | Neil Tennant, Chris Lowe                                  | 3:53 |
| 2.    | Positive role model                     | Tennant, Lowe, Barry White / Tony Sepe/Sterling Radcliffe | 4:02 |
| 3.    | Try it (I'm in Love with a Married Man) | Bobby Orlando                                             | 4:47 |
| 4.    | London (Thee Radikal Blaklite Edit))    | Tennant, Lowe, Chris Zippel                               | 5:44 |
| 5.    | Somebody else's business                | Tennant, Lowe                                             | 3:28 |
| 6.    | Here (PSB new extended mix))            | Tennant, Lowe                                             | 6:13 |
| 7.    | If looks could kill                     | Tennant, Lowe                                             | 4:11 |
| 8.    | Sexy northerner (Superchumbo mix)       | Tennant, Lowe                                             | 8:36 |
| 9.    | Home and dry (Blank & Jones remix)      | Tennant, Lowe                                             | 6:36 |
| 10.   | London (Genuine Piano mix)              | Tennant, Lowe, Zippel                                     | 4:16 |
| 51:50 |                                         |                                                           |      |

| Disque bonus vinyle 12", single « Kiki Kokova : Love To Love You, Baby » - Box set promo (Royaume-Uni, Parlophone, février 2003) | Disque bonus vinyle 12", single « Kiki Kokova : Love To Love You, Baby » - Box set promo (Royaume-Uni, Parlophone, février 2003) | Disque bonus vinyle 12", single « Kiki Kokova : Love To Love You, Baby » - Box set promo (Royaume-Uni, Parlophone, février 2003) | Disque bonus vinyle 12", single « Kiki Kokova : Love To Love You, Baby » - Box set promo (Royaume-Uni, Parlophone, février 2003) | Disque bonus vinyle 12", single « Kiki Kokova : Love To Love You, Baby » - Box set promo (Royaume-Uni, Parlophone, février 2003) | Disque bonus vinyle 12", single « Kiki Kokova : Love To Love You, Baby » - Box set promo (Royaume-Uni, Parlophone, février 2003) | Disque bonus vinyle 12", single « Kiki Kokova : Love To Love You, Baby » - Box set promo (Royaume-Uni, Parlophone, février 2003) | Disque bonus vinyle 12", single « Kiki Kokova : Love To Love You, Baby » - Box set promo (Royaume-Uni, Parlophone, février 2003) | Disque bonus vinyle 12", single « Kiki Kokova : Love To Love You, Baby » - Box set promo (Royaume-Uni, Parlophone, février 2003) | Disque bonus vinyle 12", single « Kiki Kokova : Love To Love You, Baby » - Box set promo (Royaume-Uni, Parlophone, février 2003) |
| No | Titre | Durée | | | | | | | |
| --- | --- | --- | --- | --- | --- | --- | --- | --- | --- |
| | 'Face A' | | | | | | | | |
| A. | Love To Love You, Baby (Pet Shop Boys Vocal Mix)                                                                                 | 5:44 | | | | | | | |
| | 'Face B' | | | | | | | | |
| B. | Love To Love You, Baby (Pet Shop Boys Dub)                                                                                       | 5:42 | | | | | | | |
| 11:26 | | | | | | | | | |

| 1. | London (Berlin Radio Mix) | 4:08 |

### Édition limitéevinyleLP
| Disque vinyle 1 | Disque vinyle 1                       | Disque vinyle 1       | Disque vinyle 1 | Disque vinyle 1 | Disque vinyle 1 | Disque vinyle 1 | Disque vinyle 1 | Disque vinyle 1 | Disque vinyle 1 |
| No              | Titre                                 | Auteur                | Durée           |                 |                 |                 |                 |                 |                 |
| --------------- | ------------------------------------- | --------------------- | --------------- | --------------- | --------------- | --------------- | --------------- | --------------- | --------------- |
|                 | 'Face A'                              |                       |                 |                 |                 |                 |                 |                 |                 |
| A1.             | London (Thee Radikal Blacklite Remix) | Tennant, Lowe, Zippel | 8:31            |                 |                 |                 |                 |                 |                 |
| A2.             | London (Thee Radikal Blaklite Dub)    | Tennant, Lowe, Zippel | 8:17            |                 |                 |                 |                 |                 |                 |
|                 | 'Face B'                              |                       |                 |                 |                 |                 |                 |                 |                 |
| B1.             | London (Westbam In Berlin Remix)      | Tennant, Lowe, Zippel | 5:43            |                 |                 |                 |                 |                 |                 |
| B2.             | Time on My Hands                      | Tennant, Lowe         | 3:53            |                 |                 |                 |                 |                 |                 |
| 26:24           |                                       |                       |                 |                 |                 |                 |                 |                 |                 |

| Disque vinyle 2 | Disque vinyle 2                     | Disque vinyle 2 | Disque vinyle 2 | Disque vinyle 2 | Disque vinyle 2 | Disque vinyle 2 | Disque vinyle 2 | Disque vinyle 2 | Disque vinyle 2 |
| No              | Titre                               | Auteur          | Durée           |                 |                 |                 |                 |                 |                 |
| --------------- | ----------------------------------- | --------------- | --------------- | --------------- | --------------- | --------------- | --------------- | --------------- | --------------- |
|                 | 'Face C'                            |                 |                 |                 |                 |                 |                 |                 |                 |
| C1.             | Sexy Northerner (Superchumbo Remix) | Tennant, Lowe   | 8:36            |                 |                 |                 |                 |                 |                 |
| C2.             | Home And Dry (Blank & Jones Remix)  | Tennant, Lowe   | 6:36            |                 |                 |                 |                 |                 |                 |
|                 | 'Face D'                            |                 |                 |                 |                 |                 |                 |                 |                 |
| D1.             | Here (PSB New Extended Mix)         | Tennant, Lowe   | 6:10            |                 |                 |                 |                 |                 |                 |
| D2.             | Here (PSB New Extended Dub)         | Tennant, Lowe   | 6:14            |                 |                 |                 |                 |                 |                 |
| 27:36           |                                     |                 |                 |                 |                 |                 |                 |                 |                 |

| Disque vinyle 3 | Disque vinyle 3                         | Disque vinyle 3                                           | Disque vinyle 3 | Disque vinyle 3 | Disque vinyle 3 | Disque vinyle 3 | Disque vinyle 3 | Disque vinyle 3 | Disque vinyle 3 |
| No              | Titre                                   | Auteur                                                    | Durée           |                 |                 |                 |                 |                 |                 |
| --------------- | --------------------------------------- | --------------------------------------------------------- | --------------- | --------------- | --------------- | --------------- | --------------- | --------------- | --------------- |
|                 | 'Face E'                                |                                                           |                 |                 |                 |                 |                 |                 |                 |
| E1.             | Try it (I'm In Love With A Married Man) | Bobby Orlando                                             | 4:47            |                 |                 |                 |                 |                 |                 |
| E2.             | If Looks Could Kill                     | Tennant, Lowe                                             | 4:11            |                 |                 |                 |                 |                 |                 |
|                 | 'Face F'                                |                                                           |                 |                 |                 |                 |                 |                 |                 |
| F1.             | Positive Role Model                     | Tennant, Lowe, Barry White, Tony Sepe, Sterling Radcliffe | 4:05            |                 |                 |                 |                 |                 |                 |
| F2.             | Somebody Else's Business (Extended Mix) | Tennant, Lowe                                             | 5:28            |                 |                 |                 |                 |                 |                 |
| 18:31           |                                         |                                                           |                 |                 |                 |                 |                 |                 |                 |